# Frans Maas
Ne doit pas être confondu avec Frans Maas (architecte naval).
Frans Maas (né le 13 juillet 1964 à Bergen-op-Zoom) est un athlète néerlandais, spécialiste du saut en longueur.

## Biographie
En 1988, à Budapest, Frans Maas remporte le titre des Championnats d'Europe en salle grâce à un saut à 8,06 m, devançant le Hongrois László Szalma et l'Italien Giovanni Evangelisti. Il décroche la médaille de bronze lors de l'édition suivante, en 1989 à La Haye.
Il termine au pied du podium des Championnats d'Europe de 1990 et des Championnats du monde en salle de 1993.

### Palmarès
| Date | Compétition                    | Lieu         | Résultat | Marque |
| ---- | ------------------------------ | ------------ | -------- | ------ |
| 1987 | Championnats du monde en salle | Indianapolis | 8e       |        |
| 1988 | Championnats d'Europe en salle | Budapest     | 1er      |        |
| 1989 | Championnats d'Europe en salle | La Haye      | 3e       |        |
| 1990 | Championnats d'Europe          | Split        | 4e       |        |
| 1993 | Championnats du monde en salle | Toronto      | 4e       |        |

### Records
| Épreuve          | Épreuve   | Performance | Lieu    | Date           |
| ---------------- | --------- | ----------- | ------- | -------------- |
| Saut en longueur | Plein air | 7,97 m      | Linz    | 4 juillet 1994 |
| Saut en longueur | Salle     | 7,96 m      | Toronto | 13 mars 1993   |